# Gustavo Hamer
Gustavo Martin Emilio Hamer (Itajaí, Santa Catarina, Brasil, 24 de junio de 1997) es un futbolista neerlandés. Juega de centrocampista y su equipo es el Sheffield United F. C. de la EFL Championship.

## Trayectoria
Tras mudarse con su familia a los Países Bajos cuando pequeño, comenzó su carrera en las inferiores del Feyenoord y fue promovido al primer equipo del club en la temporada 2016-17. Disputó dos encuentros y fichó por el PEC Zwolle donde jugó dos temporadas de la Eredivisie.
El 3 de julio de 2020 firmó por el Coventry City F. C. inglés. Estuvo tres años y en su última campaña completa ayudó al equipo a jugar la final de la promoción de ascenso a la Premier League. En esta categoría iba a jugar después de fichar por el Sheffield United F. C. en agosto de 2023.

## Selección nacional
Nacido en Brasil, adoptó la nacionalidad neerlandesa y jugó por la selección sub-18 de los Países Bajos y en la sub-20.

## Estadísticas
Actualizado al último partido disputado el 24 de mayo de 2025.
| Club                              | Div.          | Temporada     | Liga  | Liga  | Copas nacionales | Copas nacionales | Copas internacionales | Copas internacionales | Total | Total |
| Club                              | Div.          | Temporada     | Part. | Goles | Part.            | Goles            | Part.                 | Goles                 | Part. | Goles |
| --------------------------------- | ------------- | ------------- | ----- | ----- | ---------------- | ---------------- | --------------------- | --------------------- | ----- | ----- |
| Feyenoord · Países Bajos          | 1.ª           | 2016-17       | 2     | 0     | 0                | 0                | 0                     | 0                     | 2     | 0     |
| Feyenoord · Países Bajos          | Total club    | Total club    | 2     | 0     | 0                | 0                | 0                     | 0                     | 2     | 0     |
| F. C. Dordrecht · Países Bajos    | 2.ª           | 2017-18       | 38    | 3     | 1                | 0                | —                     | —                     | 39    | 3     |
| F. C. Dordrecht · Países Bajos    | Total club    | Total club    | 38    | 3     | 1                | 0                | 0                     | 0                     | 39    | 3     |
| PEC Zwolle · Países Bajos         | 1.ª           | 2018-19       | 23    | 0     | 1                | 0                | —                     | —                     | 24    | 0     |
| PEC Zwolle · Países Bajos         | 1.ª           | 2019-20       | 25    | 4     | 1                | 0                | —                     | —                     | 26    | 4     |
| PEC Zwolle · Países Bajos         | Total club    | Total club    | 48    | 4     | 2                | 0                | 0                     | 0                     | 50    | 4     |
| Coventry City F. C. Inglaterra    | 2.ª           | 2020-21       | 42    | 5     | 2                | 0                | —                     | —                     | 44    | 5     |
| Coventry City F. C. Inglaterra    | 2.ª           | 2021-22       | 39    | 3     | 2                | 0                | —                     | —                     | 41    | 3     |
| Coventry City F. C. Inglaterra    | 2.ª           | 2022-23       | 44    | 11    | 1                | 0                | —                     | —                     | 45    | 11    |
| Coventry City F. C. Inglaterra    | 2.ª           | 2023-24       | 1     | 0     | 1                | 0                | —                     | —                     | 2     | 0     |
| Coventry City F. C. Inglaterra    | Total club    | Total club    | 126   | 19    | 6                | 0                | 0                     | 0                     | 132   | 19    |
| Sheffield United F. C. Inglaterra | 1.ª           | 2023-24       | 36    | 4     | 2                | 1                | —                     | —                     | 38    | 5     |
| Sheffield United F. C. Inglaterra | 2.ª           | 2024-25       | 44    | 10    | 2                | 0                | —                     | —                     | 46    | 10    |
| Sheffield United F. C. Inglaterra | Total club    | Total club    | 80    | 14    | 4                | 1                | 0                     | 0                     | 84    | 15    |
| Total carrera                     | Total carrera | Total carrera | 294   | 40    | 13               | 1                | 0                     | 0                     | 307   | 41    |
| 1. 2.                             |               |               |       |       |                  |                  |                       |                       |       |       |

## Palmarés

### Títulos nacionales
| Título                        | Club      | País         | Año     |
| ----------------------------- | --------- | ------------ | ------- |
| Eredivisie                    | Feyenoord | Países Bajos | 2016-17 |
| Supercopa de los Países Bajos | Feyenoord | Países Bajos | 2017    |

### Distinciones individuales
| Distinción                             | Año     |
| -------------------------------------- | ------- |
| Coventry City: Jugador de la temporada | 2021-22 |